# One Solutions
A One Solutions (korábban: Invitech) a One Magyarország B2B márkája, amely teljes körű telekommunikációs és informatikai megoldásokat kínál közép- és nagyvállalatok, valamint intézményi és kormányzati ügyfelek számára. Több mint 6000 vállalati és nagykereskedelmi ügyfelének nyújt menedzselt szolgáltatásokat.
A vállalat ügyfélköre energetikai és közműcégeket, a gyártó, kereskedelmi, szállítmányozási és pénzügyi szektor szereplőit, továbbá közintézményeket és önkormányzatokat foglal magába. Az Invitech infrastruktúráját 10,450 km optikai hálózat, 6.500 hálózatba kötött épület és több, mint 3.000 m2 adatközpont alkotja. A vállalat 23.000 végfelhasználó IT eszközeit üzemelteti.  A One Solutions 600 magasan képzett kollégát foglalkoztat.

## Cégtörténet
Az Invitech 2018. május 30-ig az Invitel Csoport részét képezte. Az Invitel Csoport több telekommunikációs, informatikai és kábeltelevíziós szolgáltató vállalat egybeolvadásával jött létre. A vállalat 2003-ban egyesítette „Invitel” brand alatt szolgáltatási portfólióját.
Az Invitel jogelődjeinek története a gazdasági rendszerváltozás idejére nyúlik vissza. 1989-ben a korábbi monolit struktúrában működő Magyar Posta három részre válásával a távközlési feladatok önálló társaságba szerveződtek. 1993. július 1-jén hatályba lépett a távközlési törvény, amely koncessziós szolgáltatásnak minősítette a közcélú telekommunikációs szolgáltatásokat. 1994 februárjában, a területi koncessziós pályázat eredményének kihirdetése után 12 önálló telefontársaság jött létre – ezzel alakultak meg az Invitel jogelődjei is.
2001-ben, az 1994-ben alapított, koncessziós társaságként működő jogelődök, a Digitel 2002, a Déltáv, a Jásztel, és az UTI társaságok felvásárlásával megalakult a francia tulajdonú Vivendi cégcsoport.
2002 júliusában a jogelődök beolvadtak a Vivendi Telecom Hungary Rt-be, melyet 2003. május 13-án közösen megvásároltak a GMT és az AIG befektetési társaságok. A vállalat 2003 szeptemberétől kezdődően Invitel cégnéven működött tovább és Invitel márkanév alatt egységesítette termékeit, valamint szolgáltatásait.
2006-ban az Invitel megvásárolta az Euroweb Zrt-t és az Euroweb Romania S.A.-t.
2007-ben a cégcsoport felett a TDC A/S (Tele Denmark) tulajdonában lévő, amerikai egyesült államokbeli Hungarian Telephone and Cable Corp. (HTCC) szerzett tulajdont. A kibővült cégcsoport tagvállalatai (a Hungarotel Zrt., a PanTel Kft. és az EuroWeb Zrt.) 2007. december 31-i hatállyal beolvadtak az Invitelbe, míg a Pantel Technocom Kft., a jelenlegi InviTechnocom Kft. azóta is önálló jogi személyként folytatja tevékenységét.
Szintén 2007-ben a cégcsoport megvásárolta a Tele2 Kft-t. A Tele2 magyarországi tulajdonrészének megszerzésével az Invitel az ország vezető alternatív hálózati szolgáltatójává vált, a vezetékes szolgáltatók sorában pedig a második legnagyobb vállalattá nőtte ki magát. A Tele2 2008. január 1-jétől Invitel Telecom Kft. néven működött tovább, egyre több szolgáltatást kínálva partnereinek. Fő profilja más távközlési szolgáltatók hálózatán keresztül megvalósuló, hívásonkénti közvetítő választás és közvetítő előválasztás útján elérhető telefon-, valamint internet szolgáltatás volt. 2009-ben az Invitel részévé vált.
2008-ban az Invitel megvásárolta a bécsi székhelyű Memorex Telex Communications AG-t és külföldi leányvállalatait.
2009 februárjában a cégcsoport operatív irányítását a HTCC-től a Dániában bejegyzett Invitel Holdings A/S vette át, majd 2009 októberétől kezdődően a Mid Europa Partners (MEP) fokozatosan megvásárolta a TDC A/S (Tele Denmark) tulajdonában lévő teljes Invitel részvénycsomagot, melynek eredményeként 2010. július 5-én az Invitel az MEP tulajdonába került. Az MEP jelentős tudást hozott az Invitelbe, elsősorban a régió szélessávú távközlési ágazatával kapcsolatban, amely stratégiai értéket jelent.
2010 végén az Invitel nemzetközi nagykereskedelmi üzletágát és a cégcsoport külföldi leányvállalatait a Türk Telecom International vásárolta meg.
2011-ben az megvette a FiberNet cégcsoportot. Az akvizíciónak köszönhetően az Invitel belépett a magyarországi kábelpiacra, jelentősen növelve a cégcsoport lakossági piaci jelenlétét. A FiberNet társaságok 2011. szeptember 30-tól az Invitel részévé váltak.
A távközlési iparágban szokásos gyakorlattal összhangban az Invitel ebben az időszakban 100%-ban közvetlenül tulajdonló anyavállalat – a Magyar Telecom B.V. (Matel) – 2004-től kezdődően, az Invitel cégcsoport finanszírozása érdekében kötvényeket bocsátott ki és refinanszírozott a luxemburgi tőzsdén. 2013-ban az akkori tulajdonos, a Matel a cégcsoport tőkeszerkezetét átalakította azzal a céllal, hogy annak optimális működéséhez szükséges, hosszú távon is fenntartható finanszírozási struktúrát alakítson ki.
A már több mint húszéves tapasztalattal rendelkező cégcsoport tagvállalatai 2016. június 30-tól INVITEL Távközlési Zrt. néven a lakosság és a kisvállalkozások, Invitech Megoldások Zrt. néven pedig a közép- és nagyvállalati, intézményi, valamint nagykereskedelmi ügyfelek professzionális kiszolgálását végezték 2018. májusáig. A csoport két pillérét az Invitel Központi Szolgáltatások Zrt. támogatta adminisztratív szolgáltatásaival.
2017 márciusában az Invitel Csoport részvényeinek meghatározó hányada a China-CEE Fund tulajdonába került. A China-CEE Fund egy 430 millió dolláros private equity alap, amelynek befektetési tanácsadója a budapesti irodával is rendelkező CEE Equity Partners. Az alap a közép-kelet európai régió egyik vezető pénzügyi befektetője, jelenleg összesen 9 befektetése van. A 2014 végén megvásárolt Budapesti Metropolitan Egyetem mellett Lengyelországban, Csehországban, Szlovéniában és Bulgáriában vannak energetikai, gyógyszeripari és egyéb ipari befektetései.
2018. május 30-án lezárult a lakossági és kisvállalati üzletágat képviselő Invitel Távközlési Zrt. DIGI Kft. általi felvásárlása. Ezzel a korábbi csoportstruktúra is átalakult, megszűnt az Invitel Csoport. Az Invitech változatlan tulajdonosi háttérrel, önállóan folytatja tevékenységét.
Az Invitech ICT Services Kft. 2018. augusztus 31-i testületének döntése értelmében 2018. év végi hatállyal módosult a cégcsoport makróstruktúrája.
A cégcsoport szervezeti struktúrája – a 2018 év végén elhatározott egyszerűsítési folyamat következő lépéseként –2019. július 31-i hatállyal úgy módosul, hogy az Invitech Központi Szolgáltatások Zrt. beolvad az Invitech ICT Services Kft.-be, amely a beolvadó társaság általános jogutódja lesz. A beolvadásról bővebb információ itt olvasható.
A cég történetének legújabb lépéseként 2021. szeptember 30-án a 4iG Nyrt. 100%-os tulajdonába került és a jövőben a 4iG Csoport tagjaként kínálja szolgáltatásait meglévő és leendő ügyfeleinek.
A 4iG Nyrt. a DIGI csoportban, a Telenor Montenegroban, valamint az Invitechben meglévő részesedéseivel, apport útján megvalósuló tőkeemeléssel 71,6 százalékos irányító többségi tulajdont szerez az Antenna Hungária Zrt.-ben, az így megalakuló vállalatcsoport a magyarországi távközlési és médiaszolgáltatási piac második legnagyobb szereplője lesz.

## Szolgáltatások
Az Invitech teljeskörű infokommunikációs szolgáltatásokat nyújt a közép-és nagyvállalati, intézményi ügyfélkör számára, valamint nagykereskedelmi hálózatán keresztül a hazai és nemzetközi távközlési szektor számára is biztosít telekommunikációs szolgáltatást.
- IT infrastruktúra és felhő megoldások
- Adatközponti megoldások
- Menedzselt IT szolgáltatások
- Telekommunikációs megoldások
- DC10-III

Az adatközpontok jelentősége látványosan megnőtt az elmúlt években, az informatikában zajló fő változások ugyanis egyre inkább szükségessé teszik a szerverparkok alkalmazását. Az üzleti és magánfelhasználók által generált óriási, egyre bővülő adatmennyiség, és a szolgáltatásként igénybe vett üzleti informatika térnyerése mellett az informatikai biztonság egyre hangsúlyosabbá válása is a különleges sztenderdek és szigorú nemzetközi ajánlások alapján létesített adatközpontok igénybevételét indokolják.
Az Invitech adatközponti kompetenciája öt, földrajzilag is elkülönülő, Budapesten és Dél-Alföldön található telephelyekre terjed ki.
Magyarországon csak az Invitech rendelkezik TIER-III-as minősítésű szerverparkkal.
Az adatközpontokat minősítő nemzetközi intézet, az Uptime Institute szerint a társaság DC10-III elnevezésű létesítménye az úgynevezett TIER III kategória biztonsági szabványainak is megfelel a tervdokumentáció és a kivitelezés alapján.
Az Uptime Institute garanciát vállal arra, hogy az egység megfelel a vonatkozó TIER szint előírásainak. Ez pedig lényegében azt jelenti, hogy a szolgáltatást igénybe vevő cégek számára az Invitech garantálja a legmagasabb szintű minősített biztonságot és rendelkezésre állást ma az országban. Az Invitech adatközpontjai az Uptime Institute által meghatározott nemzetközi ajánlások alapján valósultak meg. Ezen ajánlások kiterjednek a technológiai részletekre, különösképpen a kapacitásokra, továbbá a redundancia szintekre és a karbantarthatóságra.

## Invitech InnoMax Díj
Az Invitech 2010-ben azzal a céllal hozta létre az InnoMax Díjat, hogy felhívja a figyelmet a kreatív, innovatív, a gyorsan változó piaci körülmények között is helytálló cégekre. Másképpen fogalmazva: teret és lehetőséget adjon a fejlődni képes vállalatoknak, hogy megmutassák magukat a szélesebb közvéleménynek, és persze azért is, hogy értékes díjakat nyerjenek.
Felismerve, hogy a korszerű eszközök és a naprakész tudás átadása elsősorban a nonprofit szervezetek esetében jelenthet komoly előrelépést, 2018-ban a pályázat alapvetően a civil szféra szereplőinek részvételére koncentrál. Várjuk a nonprofit szervezetek innovatív projektötleteit, amelyeket ezúttal is szakavatott zsűri bírál majd el. A legjobb projektötletek ismertségét tovább növelheti, hogy azokat az Invitech még az elbírálás időszakában közönségszavazásra is bocsátja.

## Díjak
- Az év üzletfejlesztése díj IT Business 2015[9]
- 2016 legsikeresebb ICT-cége[10]
- IT BUSINESS AWARD projektfejlesztés kategória 2017[11]
- IT Business TOP 25 legmeghatározóbb magyar ICT-piac szakemberei listáján Marton László, vállalati és kormányzati főigazgató az előkelő 8. helyen végzett[12]
- Business Superbrands Díj 2018, 2018[13]
- Városmarketing Gyémánt-díj 2019[14]

## Blog
Az Invitech 2017-ben indította el szakmai blogját, rendszeresen frissülő tartalmak felölelik az innováció, telekommunikáció, IT biztonság, adatvédelem, kiszervezés és adatközpontok aktuális témáit. A blogot elsősorban az információtechnológia érdekességei, újdonságai iránt nyitott, érdeklődő szakemberek olvasótáborának szánják.